# Bröderna Fluff
Bröderna Fluff är en svensk TV-serie för barn som visats på TV4. Premiärdatum var 23 mars 1997. Ursprungligen sändes det som ett inslag i barnprogramblocket Lattjo Lajban. År 2013 sändes nya avsnitt av programmet. Serien handlar om de två nästan identiska bröderna Järry och Pärry Fluff, som är detektiver i den hårfixerade staden Fönköping. De har enorma fluffiga frisyrer, som de får tack vare hårmedlet Ultrafluff. De får ständigt tampas med den ondskefulle och helt hårlöse Flint-Kalle och andra skurkar i Fönköping.

## Huvudpersoner
- Bröderna Fluff (Järry och Pärry) är två nästan identiska bröder som tjänstgör som Fönköpings detektiver. De har enorma fluffiga frisyrer, som de får tack vare hårmedlet Ultrafluff. De har en otrolig förmåga att misstolka talesätt och bär ofta förklädnader, men har för vana att maskera allt utom sina välkända frisyrer. Deras vapen är deras turbofönar, en slags hårtorkar med otroligt många funktioner. Deras fordon är Fluffomobilen.
- Flint-Kalle är Fönköpings mest fruktade skurk och bröderna Fluffs ärkefiende. Flint-Kalle hette från början Gles-Kalle, och hade skolans tunnaste och larvigaste frisyr. När han tröttnade på att alltid bli överglänst av bröderna Fluff och deras frisyrer, försökte han skapa ett eget hårmedel i skolans kemisal. När han provade hårmedlet svimmade han och när han vaknade upp igen var den lilla frisyr han haft borta och hade satt sig som en liten mustasch under näsan. Han svor då på att han skulle göra allt för att få en frisyr igen. Flint-Kalle bor i den hemska Flintborgen. Hans fordon är den svarta Flintomobilen.
- Borgmästaren, även benämnd "Borgis", är den ängsliga och pompösa men välmenande borgmästaren av Fönköping. Han går alltid klädd i jackett, bär pincené och har alltid på sig sin saffransgula cylinderhatt och bor i en saffransgul villa. Han känner sig totalt hjälplös när Flintkalle begår brott och säger ofta repliken "Hjälp oss, bröderna Fluff!". Han har bara avskedat Bröderna Fluff en enda gång.
- Baloo Tupé är bröderna Fluffs frisör och informatör. Han är den som oftast hjälper bröderna med vad de ska göra, och ger dem en plan. Han har en egen salong, och tydligen är bröderna Fluff hans enda kunder. Baloo påstår att han inte haft en kvinnlig kund på åratal. Han är Ultrafluffets och turbofönarnas uppfinnare. I ett avsnitt fick han fungera som Pärrys ersättare.
- Barbroo Tupé är Baloos syster som ersatte honom i säsong två.
- Friss-Ann är bröderna Fluffs frisör och informatör i de nya avsnitten från 2013.
- Hårace Engdahl är den välfriserade statsministern i Fönköping, som tar borgmästarens roll i de nya avsnitten från 2013.

## Avsnitt

### Säsong 1
- Avsnitt 1 - Jakten på den gyllene peruken
- Avsnitt 2 - Utan byxor i Fönköping
- Avsnitt 3 - Mysteriet med den uppsugna sockervadden
- Avsnitt 4 - Jakten på shejkens magiska guldsax
- Avsnitt 5 - Mysteriet med det försvunna dasspappret
- Avsnitt 6 - Den magiska anders i flaskan
- Avsnitt 7 - Mysteriet med den ohyggliga pussjukan
- Avsnitt 8 - Fallet med den radiostyrda frisören
- Avsnitt 9 - Hårlös i Hair Chaparall

### Säsong 2
- Avsnitt 1 - Mysteriet med den försvunna hockeyfrillan
- Avsnitt 2 - Dubbla bud i Fönköping
- Avsnitt 3 - Locktångens förbannelse
- Avsnitt 4 - Mysteriet med den hemske Greve Perucula
- Avsnitt 5 - Mysteriet med Tomtens försvunna skägg och hår
- Avsnitt 6 - Fallet med den magiska flintstenen

### Säsong 3
- Avsnitt 1 - Hårdemokraterna
- Avsnitt 2 - Jack the Klipper
- Avsnitt 3 - Den falska Friss-Ann
- Avsnitt 4 - Hår-Drocks Bandet
- Avsnitt 5 - Besöket från Frisyrien
- Avsnitt 6 - Den Förbannade Hårtorken
- Avsnitt 7 - Dubbelfrillan
- Avsnitt 8 - Flint-Kalles farbror
- Avsnitt 9 - Klippbotarna
- Avsnitt 10 - Hårmuseet

### Säsong 4
- Avsnitt 1 - Rapunzels magiska frilla
- Avsnitt 2 - Hairminator
- Avsnitt 3 - Hårkommissionen
- Avsnitt 4 - Systrarna Fluff
- Avsnitt 5 - Discofrillan
- Avsnitt 6 - Hairy Bikers
- Avsnitt 7 - Den nya frisören
- Avsnitt 8 - Musikalen Hår
- Avsnitt 9 - Flint-Kalles mardröm
- Avsnitt 10 - Hårror i plugget

## Rollinnehavare

### 1997
- Stefan Roos - Järry Fluff
- Mårten Klingberg - Pärry Fluff
- Johan Petersson - Flint-Kalle
- Eric Linschooten - Borgmästaren (säsong 1)
- Patrik Larsson - Borgmästaren (säsong 2)
- Andreas Tottie - Baloo Tupé (säsong 1)
- Anna Norberg - Barbroo Tupé (säsong 2)

### 2013
- Tobbe Blom - Flint-Kalle
- Conny Bexell - Järry Fluff
- Fredrik Lexfors - Pärry Fluff
- Urban Frånberg - Stadsministern